# Ma Yansong
Ma Yansong (Chinees: 马岩松, pinyin: Mǎ Yánsōng; Peking, 1975) is een Chinees architect en kunstenaar. Sinds hij in 2005 de opdracht kreeg voor twee wolkenkrabbers (Absolute World) in Toronto, is hij ook in het Westen veel gevraagd. In zijn werk breekt hij met de conventionele rechte lijnen en blokken. Zijn gebouwen zijn rond, vloeiend, haast sensueel wiegend van vorm. 

## Voetnoten en referenties
Dit artikel of een eerdere versie ervan is (gedeeltelijk) gebaseerd op een lemma van de website www.cultureelwoordenboek.nl , dat onder de licentie Creative Commons Naamsvermelding/Gelijk delen is vrijgegeven.
- Bibliothèque nationale de France: cb169223279 (data)
- Catàleg d'autoritats de noms i títols de Catalunya: 981058530160306706
- Gemeinsame Normdatei: 105951740X
- International Standard Name Identifier: 0000 0003 6764 5762
- Library of Congress Control Number: no2015140533
- Nationale Bibliotheek van Tsjechië: ntk2017955466
- Nationale Bibliotheek van Israël: 987007329060105171
- Système universitaire de documentation: 167561588
- Virtual International Authority File: 305991402
- WorldCat: E39PBJbWygTRMXVFpF6mR9gFrq